# Peter Buck
För andra betydelser, se Buck
Peter Lawrence Buck, född 6 december 1956 i Oakland, Kalifornien, är en amerikansk musiker, mest känd som gitarrist i rockbandet R.E.M., vilket han bildade 1980 tillsammans med Bill Berry, Mike Mills och Michael Stipe.
Buck bor i Seattle och har förutom i R.E.M. även spelat i banden The Minus 5, tillsammans med bland andra Scott McCaughey, och Tuatara. Han har också varit verksam som producent och producerat band som Uncle Tupelo, The Fleshtones och The Feelies.